# Христофорове
Христофóрове — село в Благовіщенській громаді Голованівського району Кіровоградської області України. Населення становить 216 осіб.

## Населення
Згідно з переписом УРСР 1989 року чисельність наявного населення села становила 287 осіб, з яких 123 чоловіки та 164 жінки.
За переписом населення України 2001 року в селі мешкало 215 осіб.

### Мова
Розподіл населення за рідною мовою за даними перепису 2001 року:
| Мова       | Відсоток |
| ---------- | -------- |
| українська | 98,15 %  |
| російська  | 1,85 %   |